# Huma FC
Der Huma Football Club ist ein 1970 gegründeter pakistanischer Fußballverein aus Islamabad. Der Verein spielt in der höchsten Liga des Landes, der Pakistan Premier League.

## Stadion
Der Verein trägt seine Heimspiele im Jinnah Sports Stadium in Islamabad aus. Das Stadion hat ein Fassungsvermögen von 48.820 Personen.

## Trainerchronik
Stand: Mai 2022
| Trainer       | Nation   | von         | bis       |
| ------------- | -------- | ----------- | --------- |
| Ghulam Fareed | Pakistan | Januar 2014 | Juni 2015 |
| Ghulam Fareed | Pakistan | Juli 2021   | heute     |